# شيلب مرمري
شيلب مرمري (الاسم العلمي:Schilbe marmoratus) (بالإنجليزية: Shoulderspot catfish)‏ هو نوع من الأسماك يتبع جنس الشيلب من فصيلة الشيلبيات.